# Valle Gran Rey
Valle Gran Rey – gmina znajdująca się na południowo-zachodnim wybrzeżu wyspy La Gomera, w prowincji Santa Cruz de Tenerife na Wyspach Kanaryjskich. Obszar nazywany przez Guanchów Orone. Za czasów hiszpańskich nosił nazwę Arure od miejscowości, będącej siedzibą gminy. Od 1930 roku stolicą Valle Gran Rey jest miasto La Calera. Gmina połączona jest z resztą wyspy główną szosą okrążająca La Gomerę. Do Valle Gran Rey zawija prom  kursujący między Playa Santiago, San Sebastian de La Gomera i Los Cristianos.

Populacja gminy wynosi 4745 osób (ISTAC, 2004), przy gęstości zaludnienia 144,22osoby/km², a całkowita powierzchnia 32,9 km². Valle Gran Rey jest całkowicie otoczona przez Vallehermoso od wschodu. W pogodne dni można dostrzec La Plamę i El Hierro na zachodzie.

## Podobszary
- Arure
- La Calera - stolica gminy
- Casa de la Seda
- Las Hayas
- El Hornillo
- Taguluche
- La Playa
- Vueltas